# 九島勇気
九島 勇気(くしま ゆうき、1993年8月21日 - ）は、神奈川県出身の自転車競技・マウンテンバイク、ダウンヒルおよびBMX選手。

## 主な戦績
2011年
- 全日本選手権 DH ジュニア 優勝

2012年
- 全日本選手権 DH 3位

2013年
- JCF ジャパンシリーズ 総合3位
- JCF ナショナルポイントランキング 総合3位

2014年
- 全日本選手権 DH 3位

2016年
- 全日本選手権 DH 優勝 [1]

2017年
- 全日本選手権 DH 4位 [2]
- アジアマウンテンバイク選手権大会・DH 優勝[3]